# Пасифлорові

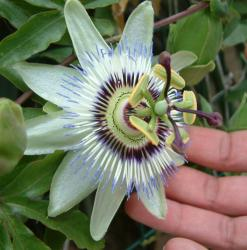
Passifloraceae

Пасифлорові (Passifloraceae) — родина витких чагарників і багаторічних або однорічних трав'янистих рослини.
Листки прості, цільні або з часточок. Квітки пазушні, на довгих квітконіжках великі, до 10 см в діаметрі. Пелюстки в числі 5, яскраво забарвлені, чашолистків 5 (зовні майже не відрізняються від пелюсток), забезпечені маленьким відростком на середній жилці, ароматні; між оцвітиною і тичинками розташовані рядами яскраво забарвлені нитки або луски, які утворюють так звану корону. Приквітки великі. Перехреснозапилювані рослини.
Поширені в тропіках і субтропіках Америки, в тропічній Азії, Австралії.
Високодекоративні рослини; у деяких видів (P. alata, P. edalis) плоди їстівні. Часто зустрічаються в колекціях ботанічних садів і придатні для вирощування в кімнатах.

## Роди
За сучасною класифікацією APG III 2009 року, у Пасифлорові додали види з родини Turneraceae. Зараз родина нараховує близько 500 (400) видів.
Роди:
- Пасифлора (Passiflora)